# Thylacoleo

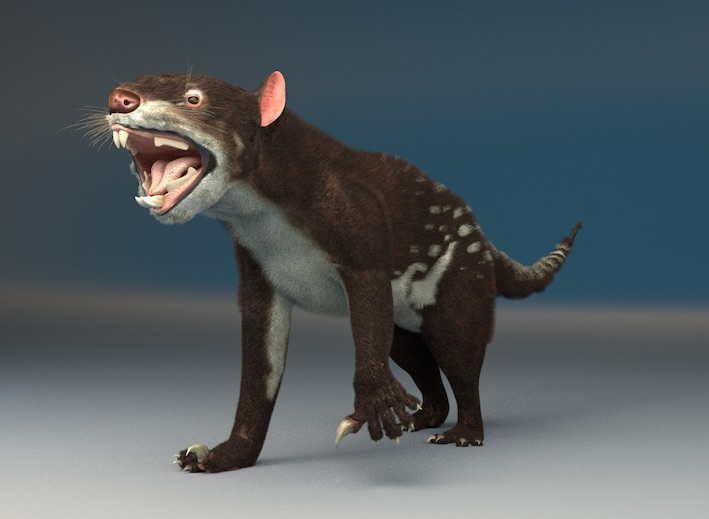
Probable aspecto de T. carnifex

Thylacoleo ("león con bolsa", en griego) es un género extinto de marsupiales carnívoros que vivieron en Australia desde finales del Plioceno hasta finales del Pleistoceno (de 2 millones hasta hace 46.000 años). Algunos de estos "leones marsupiales" fueron los mayores depredadores mamíferos en la Australia de la época, siendo su mayor representante Thylacoleo carnifex con el tamaño de una leona.

## Descripción

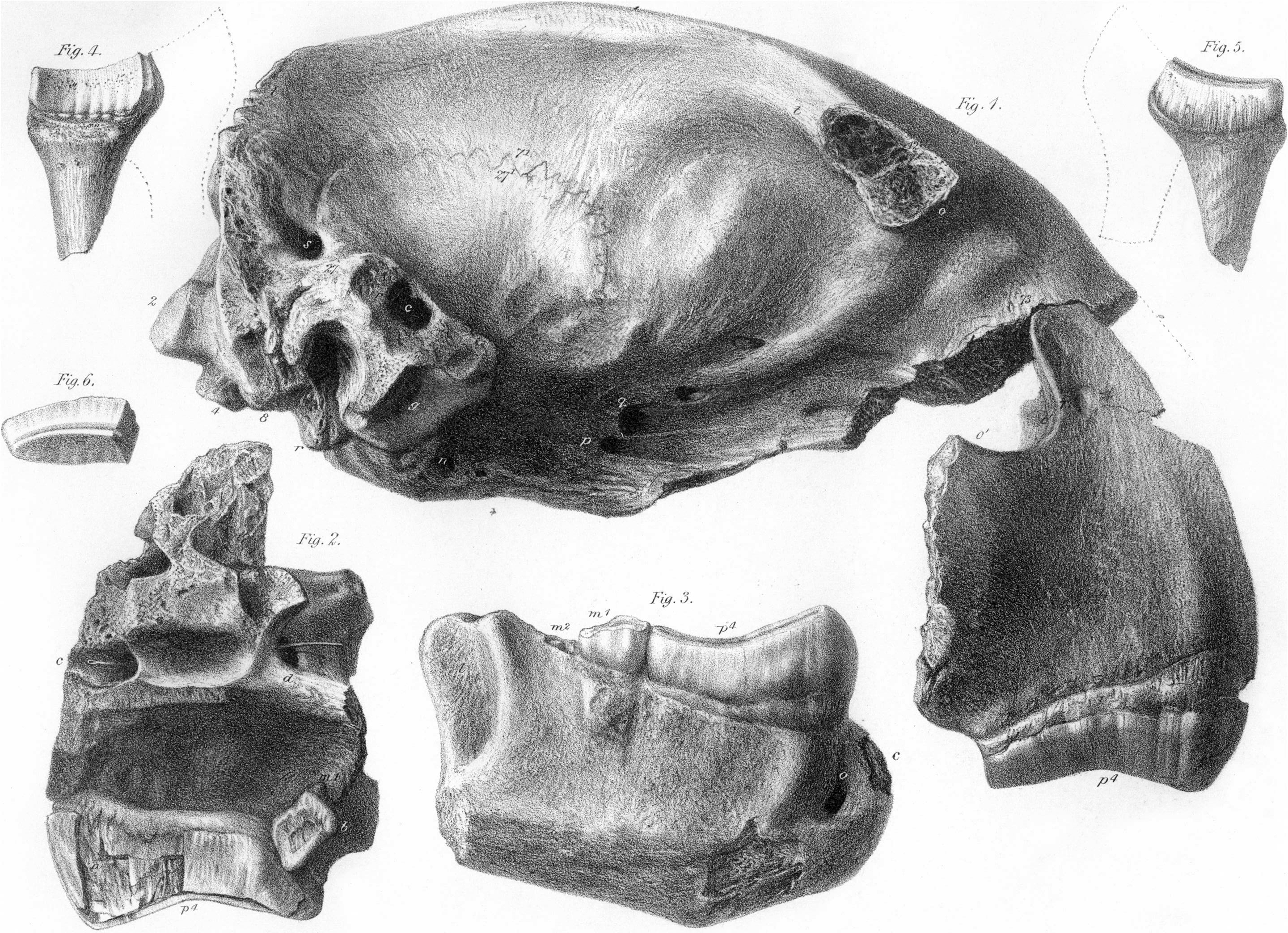
Dibujo de los fragmentos del cráneo de Thylacoleo carnifex por Richard Owen.

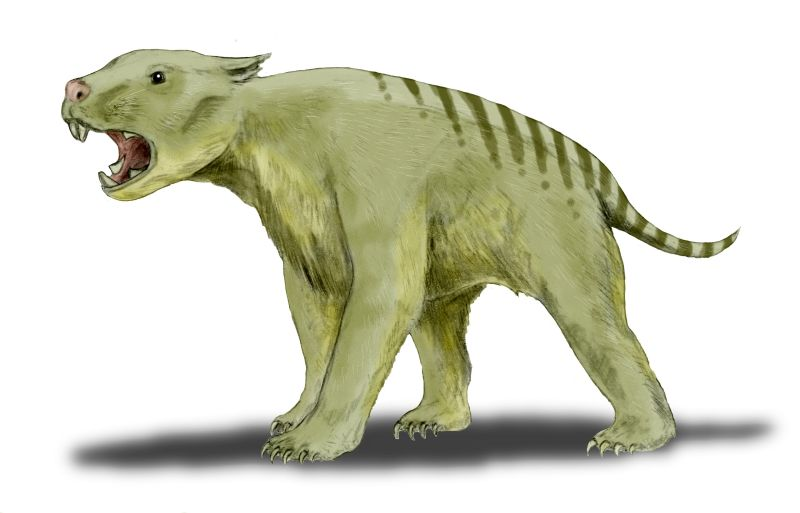
Reconstrucción de T. carnifex.

Kilo por kilo, Thylacoleo carnifex tenía la mayor mordida de cualquier especie de mamífero, vivo o extinto; un T. carnifex de 100 kilogramos tenía una fuerza de mordida comparable a la de un león africano de 250 kilos y se cree que cazaba grandes animales como Diprotodon spp. y canguros gigantes. Tenía miembros delanteros extremadamente fuertes, provistos de garras retráctiles, un rasgo desconocido en otros marsupiales. Thylacoleo también poseía grandes garras en forma de gancho en sus pulgares semioponibles, los cuales usaba para capturar y desentrañar sus presas. La larga cola muscular era similar a la de los canguros. Huesos especializados de la cola llamados cheurones permitían al animal adoptar una postura de trípode, liberando sus patas delanteras para cortar y aferrar.
Sus miembros delanteros, garras retráctiles y poderosas mandíbulas indican que Thylacoleo era capaz de trepar a los árboles y quizás transportar cadáveres para devorarlos (en modo similar al actual leopardo). Debido a su particular morfología predatoria, los científicos han afirmado repetidamente que Thylacoleo es el mamífero carnívoro más especializado de todos los tiempos.
Thylacoleo medía cerca de 71 centímetros en la cruz y cerca de 114 centímetros de largo hasta la cola. La especie T. carnifex era la mayor, y sus cráneos indican que promediaban 101 - 130 kilogramos de peso, y que los individuos que alcanzaban entre 124 a 160 kilogramos eran comunes.

## Descubrimientos

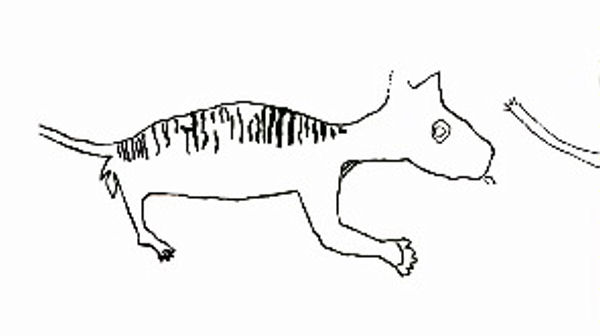
Calco de un arte rupestre australiano, posiblemente representando a un T. carnifex con rayas.

Thylacoleo fue descrito en principio por Sir Richard Owen en 1859.
En 2002, ocho notables esqueletos completos de T. carnifex fueron descubiertos en una caverna de caliza bajo la planicie Nullarbor, donde los animales caían a través de una estrecha abertura abierta sobre la planicie. Basándose en la ubicación de los esqueletos, al menos algunos sobrevivieron a la caída, sólo para morir de sed y hambre.
En 2008, se descubrió arte rupestre que se cree representa a un Thylacoleo en la costa noroeste de Kimberley. Este representa el segundo ejemplo de megafauna representado por los habitantes indígenas de Australia. La imagen contiene detalles que de otra manera podrían haber permanecido como meras conjeturas, por ejemplo la cola se muestra con un mechón en la punta, posee orejas más puntiagudas que redondeadas y el animal es rayado. Lo prominente del ojo, un rasgo raramente mostrado en otras imágenes de animales de la región, sugiere la posibilidad de que la criatura pueda haber sido un cazador nocturno. En 2009, se encontró una segunda imagen que representaría a un Thylacoleo interactuando con un cazador quien está en el acto de atacar o defenderse del animal con una lanza de varias puntas. Esta imagen es menor y mucho menos detallada que el hallazgo de 2008, e incluso podría representar a un tilacino. No obstante, el tamaño comparativo indica que es más probable que sea un león marsupial.

## Taxonomía

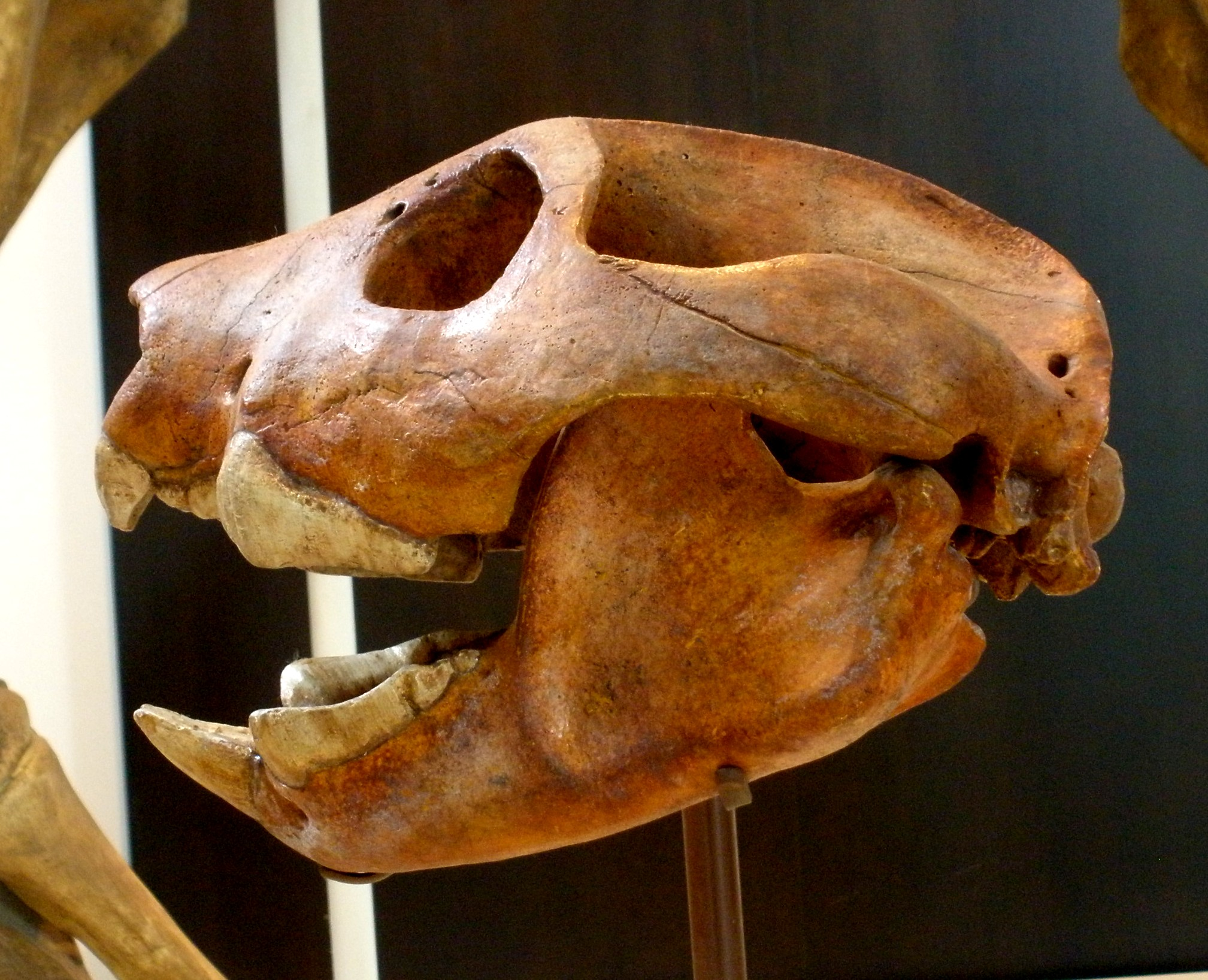
Cráneo de T. carnifex.

Familia: Thylacoleonidae (leones marsupiales)
El nombre de "león marsupial" alude a su parecido superficial a los verdaderos leones y a que igual que estos, desempeñaban el rol de gran depredador. Sin embargo, Thylacoleo no está relacionado cercanamente con los félidos.
Género: Thylacoleo (Thylacopardus) - este género vivió desde hace 2 millones de años, durante el Plioceno, extinguiéndose hace cerca de 30 000 años, a fines del Pleistoceno.
- Thylacoleo carnifex (Pleistoceno)

- Thylacoleo crassidentatus vivió durante el Plioceno, hace aproximadamente 5 millones de años, y tenía un tamaño similar al de un perro grande. Los fósiles de T. crassidentatus se han hallado en el sureste de Queensland.

- Thylacoleo hilli vivió durante el Plioceno y tenía la mitad de tamaño que T. crassidentatus. El fósil holotipo fue hallado en Town Cave, en Australia del Sur. Posibles especímenes adicionales han sido hallados en el sitio fósil Bow por un equipo de la Universidad de Nueva Gales del Sur en 1979.

La familia a la que pertenecen, Thylacoleonidae, tiene representantes mucho más antiguos (por ejemplo, Priscileo y Wakaleo) que datan de finales del Oligoceno, hace unos 24 millones de años.